# Yelcho

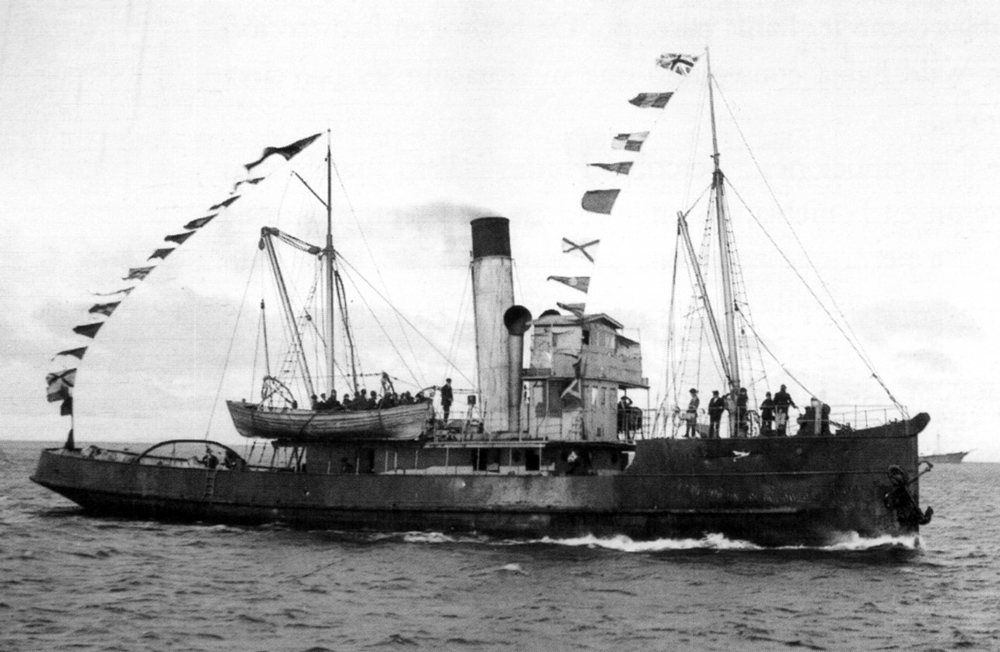
Die Yelcho 1913

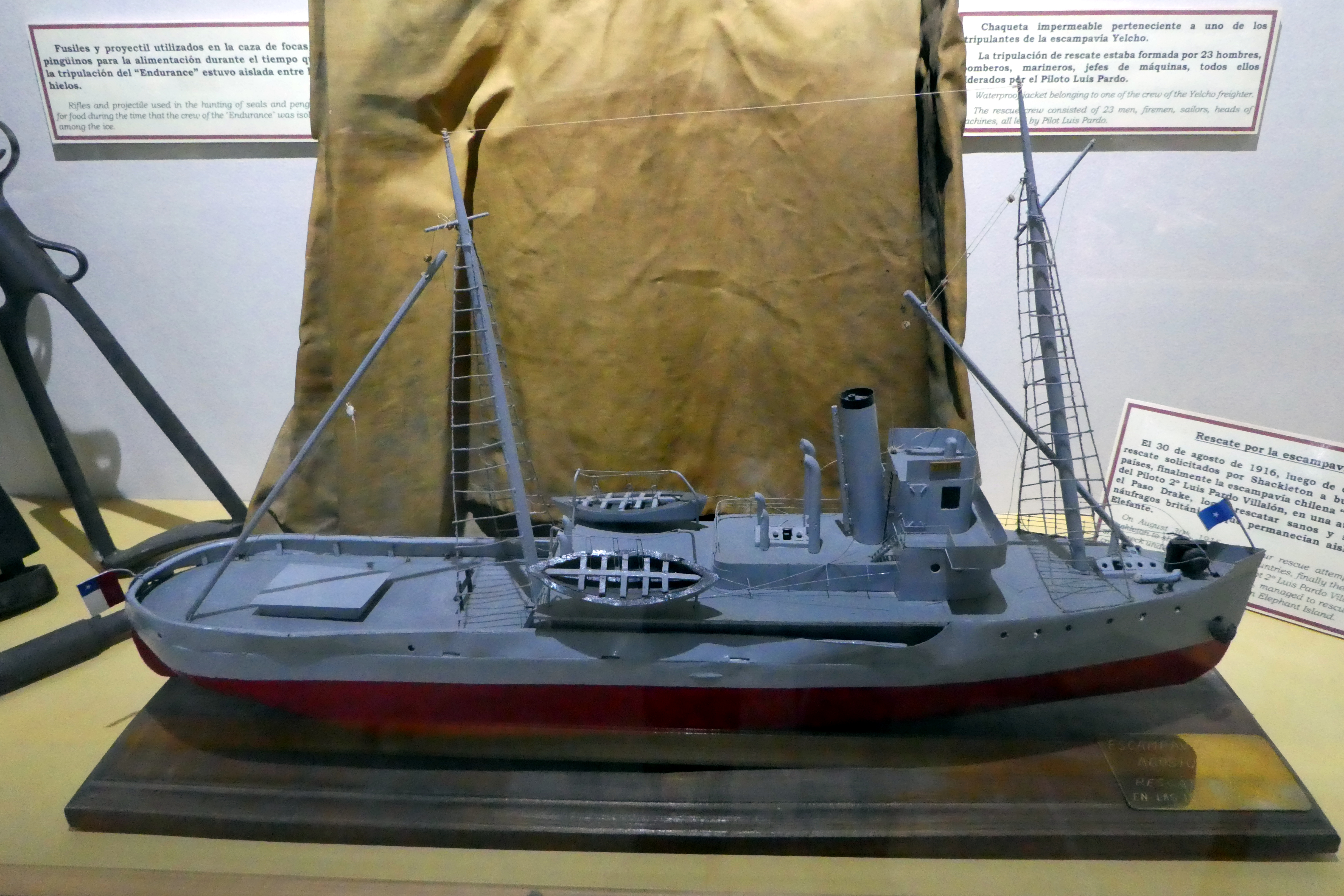
Modell der Yelcho im Museo Salesiano Maggiorino Borgatello in Punta Arenas

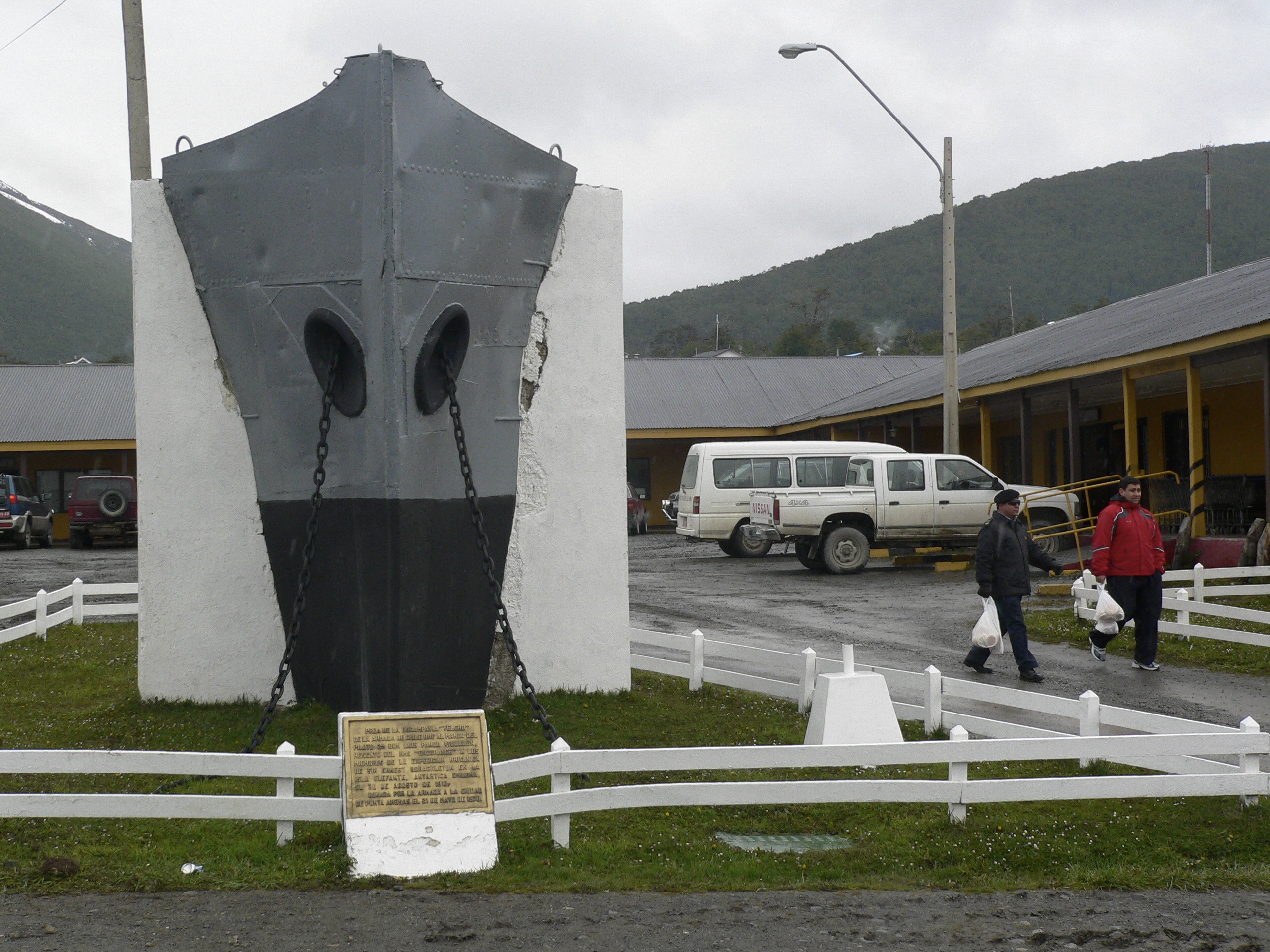
Denkmal in Puerto Williams mit dem Bug der Yelcho

Yelcho ist der Name zweier Fahrzeuge der chilenischen Marine.

## Yelcho (1906)
Yelcho ist der Name des Wachbootes der chilenischen Marine, mit dem Ernest Henry Shackleton am 30. August 1916 die Besatzung der Endurance von Elephant Island rettete. Kapitän des 36,5 Meter langen Dampfschiffes war Luis Pardo. Der Bug der Yelcho ist heute Teil eines Denkmals, das an die Rettung der 22 Mitglieder von Shackletons Antarktis-Expedition erinnert. Das Denkmal steht in Puerto Williams, der südlichsten Ansiedlung Chiles, auf der Insel Navarino südlich des Beagle-Kanals. Das Schiff ist Namensgeber für das Kap Yelcho auf Elephant Island.
Die Yelcho wurde 1906 von der schottischen Werft G. Brown and Co. in Greenock gebaut. Ihre Wasserverdrängung betrug 467 Tonnen und die Höchstgeschwindigkeit belief sich auf 10 Knoten  (etwa 19 km/h). Im Jahr 1945 wurde sie von der chilenischen Marine außer Dienst gestellt. Allerdings wurde sie erst 1962 verschrottet – mit Ausnahme des Bugs.

## Yelcho (1943)
Die Yelcho ist ein Vermessungsschiff der chilenischen Marine. Das Schiff wurde 1942 für die United States Navy gebaut und von dieser 1943 unter dem Namen Tekesta in Dienst gestellt. Später wurde das Schiff von der chilenischen Marine als Yelcho übernommen und in der Flottenliste als Korvette / Escampavia geführt. Zwischen 1960 und 1994 war das Schiff an zahlreichen chilenischen Antarktisexpeditionen beteiligt.

### Taktisch-technische Daten
- Typ US ATF
- Stapellauf 1943 bei Iron Works
- Wasserverdrängung: 1235 ts
- Länge: 62,50 m
- Breite: 11,70 m
- Tiefgang: 4,70 m
- Antrieb: Dieselmotor mit 2210 PS / 1648 kW auf eine Schraube
- Geschwindigkeit: 15 Knoten / ca. 28 km/h
- Bewaffnung: 1 Geschütz Kaliber 7,6 cm
- Besatzung: 85 Mann